# Torneo di scacchi di Milano 1975

Il vincitore del torneo, Anatoly Karpov.

Il Torneo internazionale di scacchi di Milano 1975 è stato uno dei più grandi eventi scacchistici organizzati in Italia.
Erano presenti il campione del mondo in carica Anatolij Karpov, i già campioni del mondo Tigran Petrosyan e Michail Tal', i candidati al titolo mondiale Lajos Portisch, Bent Larsen, Svetozar Gligorić e Jan Smejkal, il campione degli Stati Uniti in carica Walter Browne.
Si giocò nel Centro dei Congressi Leonardo da Vinci, in via Senigallia 6 a Milano, dal 20 agosto al 2 settembre. Era organizzato con la formula del girone eliminatorio, seguito dalla semifinale e dalla finale su sei partite. Alla conferenza stampa di presentazione hanno partecipato anche il presidente della FIDE (il già campione del mondo Max Euwe) e il presidente della FSI, conte Gian Carlo Dal Verme.
La direzione di gara era affidata all'arbitro internazionale Giovanni Ferrantes, coadiuvato dall'arbitro internazionale Enrico Paoli.
La vittoria di Karpov, conseguita battendo nella finale Portisch per 3 ½ a 2 ½, fu la prima nella sua veste di campione del mondo.

## Partecipanti
| Giocatore           | Paese            | Elo   | Note                                       |
| ------------------- | ---------------- | ----- | ------------------------------------------ |
| Anatolij Karpov     | Unione Sovietica | 2 705 | campione del mondo in carica               |
| Tigran Petrosyan    | Unione Sovietica | 2 645 | campione del mondo 1963-69                 |
| Michail Tal'        | Unione Sovietica | 2 645 | campione del mondo 1960-61                 |
| Lajos Portisch      | Ungheria         | 2 635 | candidato al titolo mondiale 1974          |
| Bent Larsen         | Danimarca        | 2 625 | candidato al titolo mondiale 1971          |
| Ljubomir Ljubojević | Jugoslavia       | 2 615 | campione jugoslavo 1977                    |
| Jan Smejkal         | Cecoslovacchia   | 2 600 | campione di Cecoslovacchia nel 1973        |
| Svetozar Gligorić   | Jugoslavia       | 2 575 | candidato al titolo mondiale 1968          |
| Ulf Andersson       | Svezia           | 2 565 | campione svedese nel 1969                  |
| Walter Browne       | Stati Uniti      | 2 550 | campione degli Stati Uniti 1975            |
| Wolfgang Unzicker   | Germania Ovest   | 2 535 | campione della Repubblica Federale Tedesca |
| Sergio Mariotti     | Italia           | 2 495 | campione italiano 1969 - 1971              |

## Risultati
Il girone eliminatorio fu vinto da Portisch con 7 punti su 11, seguito da Karpov, Petrosyan e Ljubojević 6 ½, Smejkal 6, Tal e Browne 5 ½ - Unzicker, Andersson, Gligorić e Larsen 5, Mariotti 2 ½. I primi quattro furono ammessi alle semifinali.
Le semifinali furono vinte da Portisch con 2 ½ su 4, seguito da Karpov e Petrosyan 2, Ljubojević 1 ½. Karpov fu ammesso alla finale per il miglior coefficiente Bucholz rispetto a Petrosyan.
Nella finale Karpov–Portisch il campione del mondo prevalse (+ 1 – 0 = 5), aggiudicandosi così il torneo. 
La finale per il terzo posto tra Petrosian e Ljubojević terminò in parità, ed entrambi si aggiudicarono il 3º posto ex aequo.

## Alcune partite notevoli
- Anatolij Karpov - Ulf Andersson  Siciliana var. Paulsen  (0-1)[2]
- Michail Tal' - Ulf Andersson  Siciliana var. Bastrikov  (1-0)
- Michail Tal' - Ljubomir Ljubojević  Semislava var. Merano  (0-1)
- Lajos Portisch - Bent Larsen  Inglese A17  (1-0)
- Anatolij Karpov - Lajos Portisch  Spagnola, dif. Steiniz moderna  (1-0)